# Meinrad Schütter
Meinrad Schütter, né le 21 septembre 1910 à Coire (Suisse) et mort le 12 janvier 2006, est un compositeur suisse.
Il effectua des études à distance avec Willy Burkhard pendant la Seconde Guerre mondiale puis étudia avec Paul Hindemith (1950-1954) à l'Université de Zurich.
Son œuvre comprend des chœurs, deux messes, un opéra (« Medea »), de la musique de ballet, des œuvres pour orchestre (entre autres une symphonie), des chants avec accompagnements instrumentaux, 58 chants avec piano, de la musique pour piano, de la musique de chambre ainsi qu’un concerto pour piano.